# Arvydas Novikovas
Arvydas Novikovas, litovski nogometaš, * 18. december 1990, Vilna. 
Arvydas je litovski  nogometni reprezentant, ki igra na poziciji Veznega igralca. Trenutno igra za FK Transinvest v A ligi. Doslej je igral v dveh domačih klubih in pa za dva na Škotskem . Od junija 2013 pa je član Aueja,ki je na vzhodu Nemčije nedaleč stran od meje s Češko. Za ta klub je igral tudi slovenski reprezentant Mišo Brečko. Za člansko reprezentanco Litve je debitiral že leta 2009 na tekmi proti Romuniji.

### Reprezentančni goli
| #  | Datum tekme      | Prizorišče             | Nasprotnik | Gol za | Končni izid | Vrsta tekme                |
| -- | ---------------- | ---------------------- | ---------- | ------ | ----------- | -------------------------- |
| 1. | 29 Maj 2014      | Ventspils, Latvija     | Finska     | 1–0    | 1–0         | Baltski pokal 2014         |
| 2. | 8 September 2014 | Serravalle, San Marino | San Marino | 2–0    | 2–0         | Kvalifikacije za Euro 2016 |

## Klubska statistika
| SEZONA | KLUB                  | DRŽAVA  | LIGA | NASTOPOV | GOLOV |
| ------ | --------------------- | ------- | ---- | -------- | ----- |
| 2017   | Jagiellonia Białystok | Poljska | I    | 15       | 3     |
| 2016   | VfL Bochum            | Nemčija |      | 5        | 0     |
| 2015   | VfL Bochum            | Nemčija |      | 15       | 0     |